# Pływanie na Mistrzostwach Świata w Pływaniu 2015 – 4 × 100 m stylem dowolnym kobiet

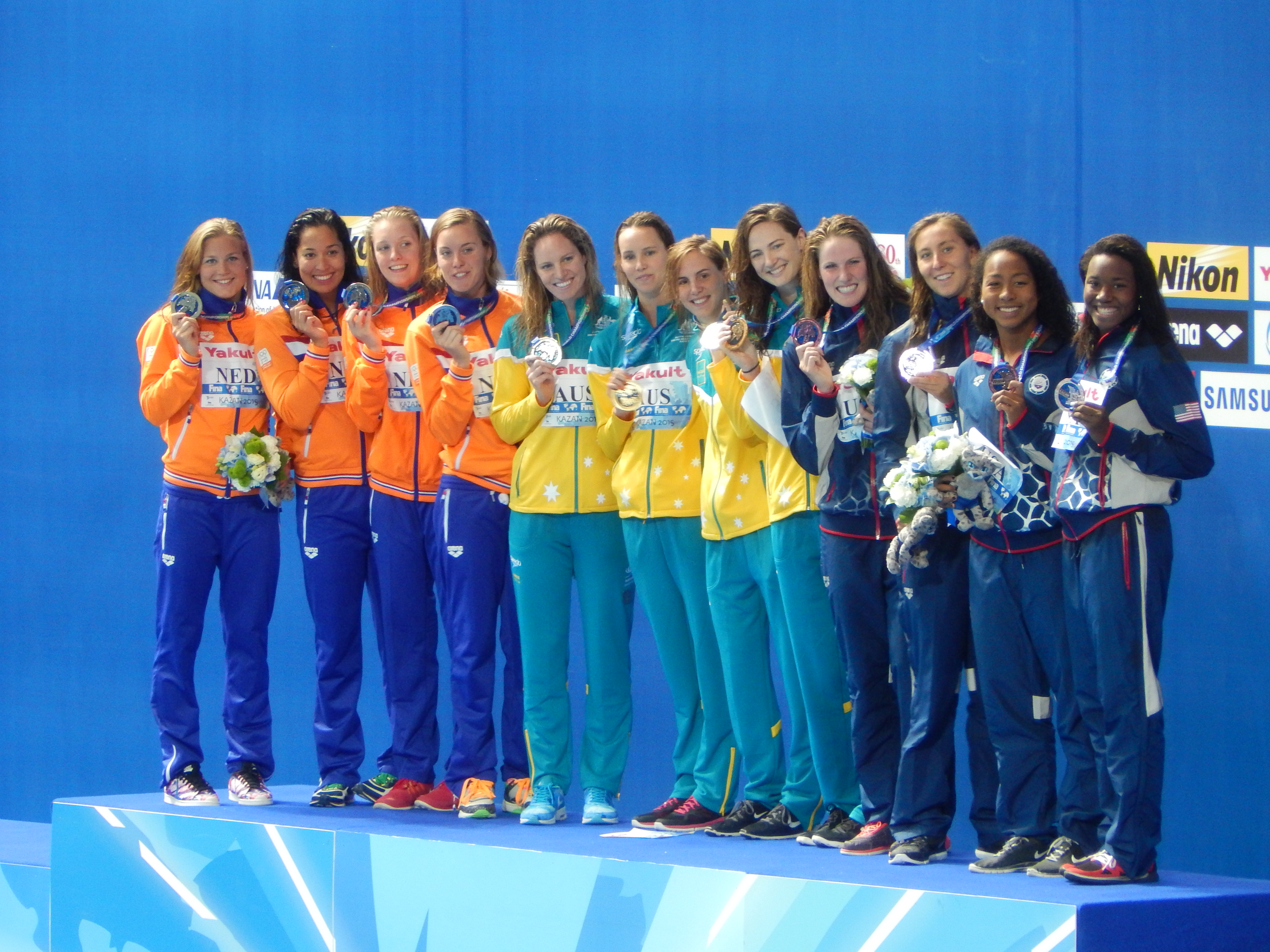
Ceremonia dekoracji

4 × 100 m stylem dowolnym kobiet – jedna z konkurencji rozgrywanych podczas Mistrzostw Świata w Pływaniu 2015. Zarówno eliminacje jak i finał odbyły się 2 sierpnia.
W tej konkurencji wzięło udział 86 pływaczek z 20 krajów.
Mistrzyniami świata zostały reprezentantki Australii. Srebro zdobyły Holenderki, a brąz Amerykanki.

## Rekordy
Przed zawodami rekordy świata i mistrzostw wyglądały następująco:
| Rekord                   | Reprezentacja | Czas    | Miejsce | Data          |
| ------------------------ | --- | ------- | ------- | ------------- |
| Rekord świata            | Australia · Bronte Campbell (53,15) · Melanie Schlanger (52,76) · Emma McKeon (52,91) · Cate Campbell (52,16)     | 3:30,98 | Glasgow | 24 lipca 2014 |
| Rekord mistrzostw świata | Holandia · Inge Dekker (53,61) · Ranomi Kromowidjojo (52,30) · Femke Heemskerk (53,03) · Marleen Veldhuis (52,78) | 3:31,72 | Rzym    | 26 lipca 2009 |

W trakcie zawodów ustanowiono następujące rekordy:
| Data       | Etap konkurencji | Reprezentacja                                                                                             | Czas    | Rekord |
| ---------- | ---------------- | --- | ------- | ------ |
| 2 sierpnia | finał            | Australia · Emily Seebohm (53,92) · Emma McKeon (53,57) · Bronte Campbell (51,77) · Cate Campbell (52,22) | 3:31,48 | CR     |

Legenda: CR – rekord mistrzostw świata

## Wyniki

### Eliminacje
Eliminacje odbyły się o 11:58.
| Miejsce | Wyścig | Tor | Państwo           | Zawodniczka | Czas      | Uwagi |
| ------- | ------ | --- | ----------------- | --- | --------- | ----- |
| 1.      | 2      | 9   | Stany Zjednoczone | Shannon Vreeland (54,37) Abbey Weitzeil (53,85) Margo Geer (53,37) Lia Neal (53,93)                              | 3:35,52   | Q     |
| 2.      | 2      | 8   | Australia         | Emily Seebohm (53,93) Madison Wilson (53,82) Melanie Wright (53,51) Bronte Barratt (54,60)                       | 3:35,86   | Q     |
| 3.      | 1      | 7   | Holandia          | Maud van der Meer (54,69) Marrit Steenbergen (54,72) Femke Heemskerk (53,00) Ranomi Kromowidjojo (53,50)         | 3:35,91   | Q     |
| 4.      | 1      | 3   | Szwecja           | Michelle Coleman (54,00) Louise Hansson (54,30) Magdalena Kuras (55,19) Sarah Sjöström (52,75)                   | 3:36,24   | Q     |
| 5.      | 1      | 9   | Kanada            | Sandrine Mainville (54,57) Michelle Williams (54,06) Victoria Poon (54,91) Chantal van Landeghem (54,10)         | 3:37,64   | Q     |
| 5.      | 2      | 1   | Chiny             | Zhu Menghui (54,14) Tang Yuting (54,55) Fang Yi (54,96) Shen Duo (53,99)                                         | 3:37,64   | Q     |
| 7.      | 1      | 6   | Włochy            | Erika Ferraioli (54,77) Silvia Di Pietro (54,13) Federica Pellegrini (53,92) Laura Letrari (55,06)               | 3:37,88   | Q     |
| 8.      | 2      | 5   | Francja           | Charlotte Bonnet (53,95) Béryl Gastaldello (54,76) Cloé Hache (54,89) Anna Santamans (54,75)                     | 3:38,35   | Q     |
| 9.      | 2      | 3   | Japonia           | Miki Uchida (54,25) Rikako Ikee (54,63) Misaki Yamaguchi (54,58) Yayoi Matsumoto (55,01)                         | 3:38,47   |       |
| 10.     | 2      | 2   | Rosja             | Wieronika Popowa (54,51) Nataliya Lovtsova (54,66) Viktoriya Andreyeva (54,49) Mariia Kameneva (54,97)           | 3:38,63   |       |
| 11.     | 1      | 4   | Brazylia          | Larissa Oliveira (55,08) Graciele Herrmann (55,96) Etiene Medeiros (54,49) Daynara de Paula (54,71)              | 3:40,24   |       |
| 12.     | 2      | 4   | Polska            | Katarzyna Wilk (54,86) Alicja Tchórz (55,11) Aleksandra Urbańczyk (56,16) Anna Dowgiert (54,76)                  | 3:40,89   |       |
| 13.     | 1      | 1   | Niemcy            | Annika Bruhn (55,34) Dorothea Brandt (54,99) Alexandra Wenk (55,02) Marlene Huther (56,21)                       | 3:41,56   |       |
| 14.     | 1      | 5   | Hongkong          | Camille Cheng (55,58) Stephanie Au (56,30) Sze Hang Yu (55,40) Siobhan Haughey (54,83)                           | 3:42,11   |       |
| 15.     | 1      | 0   | Szwajcaria        | Maria Ugolkova (56,42) Sasha Touretski (55,49) Danielle Villars (55,42) Noemi Girardet (56,37)                   | 3:43,70   | NR    |
| 16.     | 2      | 6   | Austria           | Birgit Koschischek (55,70) Lisa Zaiser (54,95) Lena Kreundl (56,88) Jördis Steinegger (56,53)                    | 3:44,06   |       |
| 17.     | 1      | 2   | Kolumbia          | Isabella Arcila (56,19) Carolina Colorado Henao (56,18) Maria Alvarez Pugliese (57,68) Jessica Camposano (56,10) | 3:46,15   |       |
| 18.     | 1      | 8   | Singapur          | Amanda Lim (57,44) Quah Ting Wen (56,22) Marina Chan (58,78) Rachel Tseng (58,66)                                | 3:51,10   |       |
| 19.     | 2      | 0   | Turcja            | Gizem Bozkurt (58,33) Ekaterina Avramova (55,92) Merve Eroglu (1:00,89) Halime Zülal Zeren (58,08)               | 3:53,22   |       |
| 20. !   | 2      | 7   | Finlandia         | Hanna-Maria Seppälä (55,83) Mimosa Jallow (55,43) Roosa Mört (57,26) Fanny Teijonsalo (DSQ)                      | 9:99,99 ! | DSQ   |

### Finał

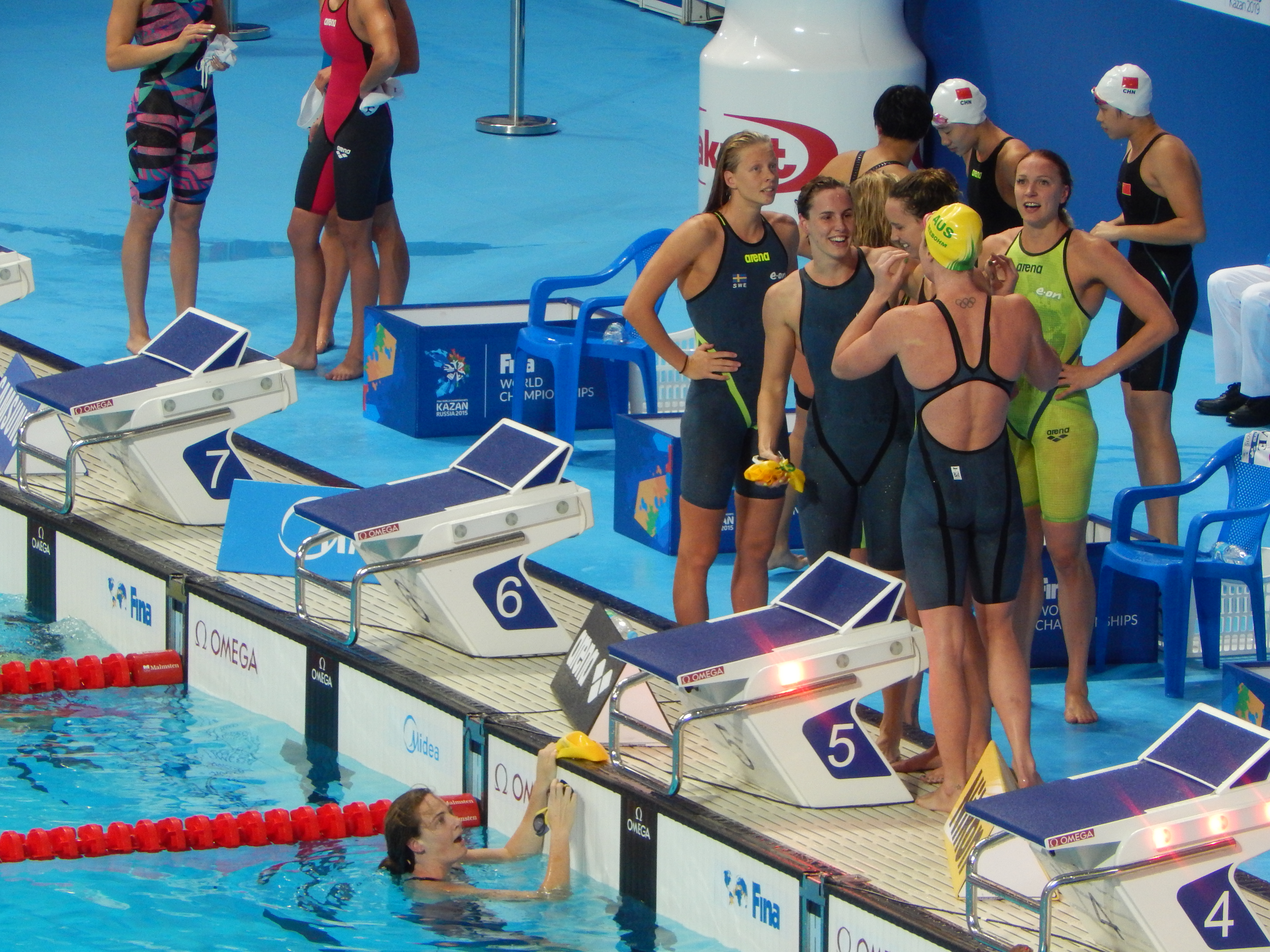
Australijki po wyścigu finałowym

Finał odbył się o 18:45.
| Miejsce | Tor | Państwo           | Zawodniczka                                                                                                | Czas    | Uwagi |
| ------- | --- | ----------------- | --- | ------- | ----- |
| 1. !    | 5   | Australia         | Emily Seebohm (53,92) Emma McKeon (53,57) Bronte Campbell (51,77) Cate Campbell (52,22)                    | 3:31,48 | CR    |
| 2. !    | 3   | Holandia          | Ranomi Kromowidjojo (53,30) Maud van der Meer (54,50) Marrit Steenbergen (53,88) Femke Heemskerk (51,99)   | 3:33,67 |       |
| 3. !    | 4   | Stany Zjednoczone | Missy Franklin (53,68) Margo Geer (54,14) Lia Neal (53,70) Simone Manuel (53,09)                           | 3:34,61 |       |
| 4.      | 6   | Szwecja           | Michelle Coleman (54,43) Louise Hansson (53,84) Sarah Sjöström (52,38) Magdalena Kuras (55,06)             | 3:35,71 |       |
| 5.      | 2   | Kanada            | Sandrine Mainville (53,85) Michelle Williams (54,54) Chantal van Landeghem (53,51) Katerine Savard (54,54) | 3:36,44 | NR    |
| 6.      | 1   | Włochy            | Erika Ferraioli (54,80) Silvia Di Pietro (53,63) Laura Letrari (55,00) Federica Pellegrini (53,73)         | 3:37,16 | NR    |
| 7.      | 7   | Chiny             | Zhu Menghui (54,38) Tang Yuting (54,45) Fang Yi (54,98) Shen Duo (53,83)                                   | 3:37,64 |       |
| 8.      | 8   | Francja           | Charlotte Bonnet (54,10) Béryl Gastaldello (54,89) Cloé Hache (54,84) Anna Santamans (54,63)               | 3:38,46 |       |

CR – rekord mistrzostw świata